# Saint-Pierre-à-Arnes
Saint-Pierre-à-Arnes é uma comuna francesa na região administrativa de Grande Leste, no departamento das Ardenas. Estende-se por uma área de 8,41 km². Em 2010 a comuna tinha 68 habitantes (densidade: 8,1 hab./km²).